# Crassula luederitzii
Crassula luederitzii är en fetbladsväxtart som beskrevs av Schönl.. Crassula luederitzii ingår i släktet krassulor, och familjen fetbladsväxter. Inga underarter finns listade i Catalogue of Life.